# Tramea liberata
Tramea liberata är en trollsländeart. Tramea liberata ingår i släktet Tramea och familjen segeltrollsländor.

## Underarter
Arten delas in i följande underarter:
- T. l. liberata
- T. l. lieftincki